# Xe Flottiglia MAS

La Xe Flottiglia MAS, ou DECIMA MAS (Xa MAS) est une unité de nageurs de combat de la marine royale italienne qui opérait au cours de la Seconde Guerre mondiale. Elle fut un précurseur en ce domaine au cours de l'ère moderne, et l'une des unités spéciales les plus fameuses de la guerre, avant d'être une division d'infanterie de marine de la République Sociale italienne de 1944 à 1945.

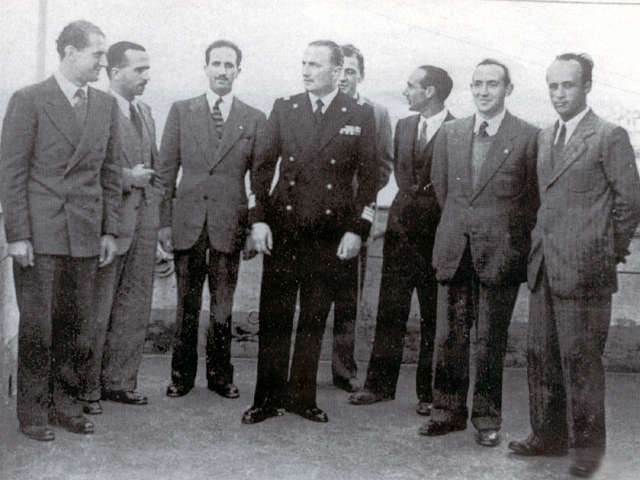
Membres de la Xe Flottiglia MAS (1939).

Son nom signifie Dixième flottille MAS (MAS : Mezzi d'Assalto, « Moyens d'Assaut », voire Motobarca Armata Silurante, motoscafo armato silurante, motoscafo anti sommergibile, motobarca armata SVAN, divers acronymes d'embarcations d'assaut qui seront rapprochés de la devise latine de Gabriele d'Annunzio « Memento audere semper », « Souviens-toi d'oser toujours »),.
La Decima MAS n'a pas de lien organique avec le régiment San Marco (it). Elle combattra jusqu'aux dernières heures de la guerre puis sera définitivement dissoute.

## Histoire

### Les précurseurs
En octobre 1918, à la fin de la Première Guerre mondiale, deux officiers italiens, le capitaine du génie maritime Raffaele Rossetti et le médecin de 2e classe Raffaele Paolucci, décident de tenter une opération particulièrement audacieuse en vue de couler deux navires de la Marine austro-hongroise, le Viribus Unitis et le Prinz Eugen, dans le port croate de Pula.
Dans la nuit du 31 octobre 1918, à califourchon sur une torpille Mignatta (it) de leur confection, ils se font déposer au large du port par une vedette italienne. Naviguant ensuite au ras des flots, ils s’approchent du dreadnought Viribus Unitis , depuis quelques heures offert au futur État yougoslave, et y fixent deux charges de 180 kilogrammes d'explosif. Le navire amiral de la flotte austro-hongroise est le premier visé par l'opération.

### LesMaiali

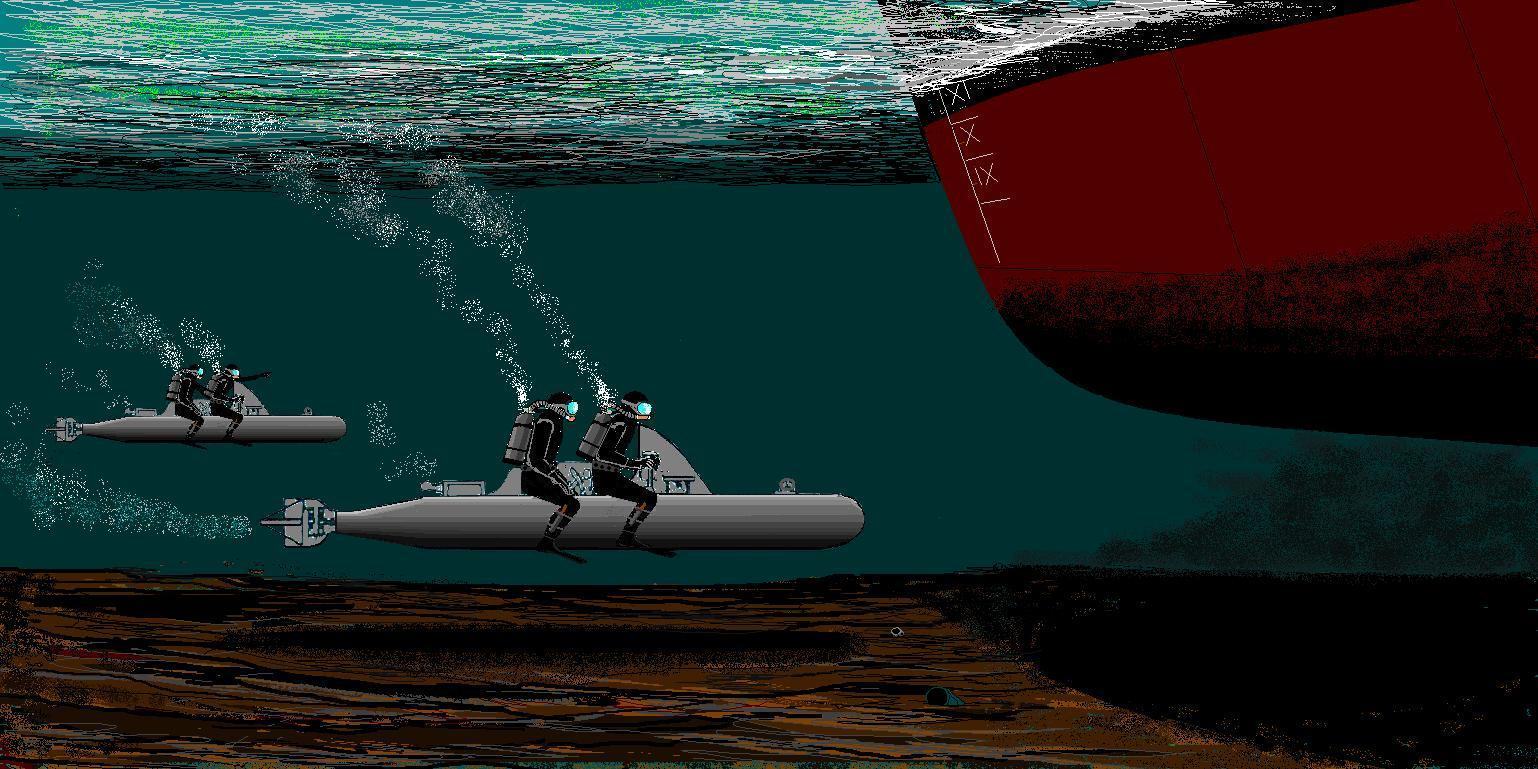
Les Maiali en action.

En 1935, deux officiers italiens reprennent l'idée de la torpille de leurs anciens. C'est ainsi que l'ingénieur de 2e classe des constructions navales Teseo Tesei et le capitaine du génie maritime Elios Toschi vont créer les torpilles humaines qui seront utilisées au cours de la Seconde Guerre mondiale, les siluro a lenta corsa (SLC ou torpille à marche lente), appelées aussi Maiale (« cochon ») en raison de leur fonctionnement capricieux.

### LaDECIMA MAS
En mai 1939, la marine italienne décide de créer une unité spéciale chargée de saboter les navires de la Royal Navy en Méditerranée. La 1ª Flottiglia Mezzi d'Assalto sera rebaptisée en mars 1941 « Xa Flottiglia MAS ».
Le 26 juillet 1941, Teseo Tesei perd la vie lors d'une tentative d'attaque, dans le port de La Valette, à Malte.
Le commandant du sous-marin Scirè, le prince Junio Valerio Borghese, chargé de transporter les hommes de cette unité, prend de facto la tête de ses nageurs de combat et scaphandriers à la fin de 1941 (les plongeurs gamma et les opérateurs de torpilles Maiali). En mai 1943, le « prince » (c'est son frère ainé qui détient en fait le titre) est nommé commandant de la Decima dans sa totalité (avec en particulier avec les vedettes MTM (it) explosives en plus des nageurs sous-marins),.
De 1940 à 1943, l'unité est engagée en Méditerranée, de la Turquie à Gibraltar, en passant par Alexandrie, la Crète  et l'Afrique du Nord, causant de lourdes pertes dans les rangs des marines alliées : les 187 hommes engagés avant septembre 1943 (0,11 % des marins italiens) revendiquent 38 % du tonnage militaire et 15 % du tonnage marchand coulés par la Regia Marina, 202 762 t à comparer au tonnage coulé par l'U-bootwaffe (477 000 t) en Méditerranée. L'armée allemande lui demandera aussi son concours lors du siège de Sébastopol. Sur la trentaine de missions, à hauts risques, effectuées, l'unité déplore 25 tués et 53 prisonniers. En plus des nombreux échecs, la Marine royale est incapable d'exploiter, par manque de moyens, les succès sans impact stratégique : à l'inverse des exploits d'autres forces spéciales de la Seconde Guerre mondiale, ceux des nageurs de combat italiens n'influencent que peu le cours du conflit. Le régime toutefois les utilise pour sa propagande.

### Fin de la guerre
Après la chute de Benito Mussolini et la vague d'épuration qui s'ensuit, de nombreuses unités de l'armée italienne disparaissent.
Une partie des plongeurs de l'unité passe du côté des Alliés. Ils participent alors aux opérations de déminage sur les côtes italiennes jusqu'à la fin de la guerre. Luigi Durand de la Penne, qui avait mené le raid contre la flotte britannique à Alexandrie, permettra ainsi aux Britanniques de mener à bien une opération le 22 juin 1944 pour tenter de couler deux croiseurs italiens saisis par les Allemands à la Spezia : le croiseur lourd Bolzano est coulé par un chariot anglais et le croiseur lourd Gorizia est mis hors de combat au sec dans un bassin de radoub.
Après la création de la République sociale italienne, l'unité est reconstituée en mai 1944 comme division d'élite d'infanterie de marine, sous les ordres du capitaine de frégate Borghèse, fasciste convaincu.
La Décima MAS reconstituée par le prince Borghèse au service de la république fasciste de Salo n'a plus grand chose à voir avec ce qui précédait l'armistice de Cassibile. Opérant principalement à terre, c'est une unité quasiment autonome, une armée privée, qui se spécialise dans une impitoyable répression des partisans et résistants italiens. Elle se signale par des lynchages et exécutions sommaires destinées à terroriser la population de l'Italie du Nord et est à ce point incontrôlable que Renato Ricci, à la tête de la GNR (Garde Nationale Républicaine, la gendarmerie de la République de Salo) fait arrêter Borghese sur ordre de Mussolini… avant de le relâcher piteusement sous la pression des occupants allemands.
Contrairement à Mussolini et à ses séides comme Alessandro Pavolini, Borghèse échappera cependant à la fin de la guerre à l'exécution par les partisans italiens : recruté par l'agent de la CIA James Jesus Angleton dans le cadre de la lute anticommuniste voulue par les États-Unis dans le contexte de la guerre  froide naissante, il joue un rôle essentiel au sein des mouvements néofascistes dans l'Italie d'après guerre.
- Les barchini

Les barchini, ou motoscafo turismo (en, it) sont de petits canots légers et rapides. Ils emportent uniquement le carburant nécessaire pour la mission ainsi qu'une forte charge d'explosifs. Le pilote dirige alors l'embarcation vers le bateau cible avant de sauter à l'eau à quelques centaines de mètres de la cible.
L'ensemble formé par le moteur et la transmission est très moderne et préfigure les actuels Z drive (Volvo) ou Sterndrive (OMC et Mercury) : moteur dans la coque et transmission/embase d'hélice à l'extérieur, entrainée par un système d'arbre articulé traversant le tableau arrière.
L'embase d'hélice extérieure peut pivoter à 180° dans un plan vertical pour passer au-dessus des obstacles à fleur d'eau, en particulier les filets pare-torpille déployés autour des gros navires au mouillage. Un doublet d'hélices contrarotatives (comme sur les torpilles) élimine les effets de couple parasites et améliore la poussée, un système redécouvert cinquante ans plus tard par Volvo et commercialisé sous l'appellation Duoprop.
Bien que très dangereux, le barchino n'est pas conçu comme une arme suicide à la façon des Kaiten japonais : installé à l'extrême arrière, le pilote dispose d'une sorte de siège éjectable à ressort comportant un petit radeau flottant.
En restant ainsi hors de l'eau après s'être éjecté, le pilote échappe à l'onde de choc mortelle de l'explosion : lors du raid de la baie de Souda qui vit le torpillage du croiseur anglais HMS York par les commandos italiens, les six pilotes de barchini survivront.
- Les Maiali

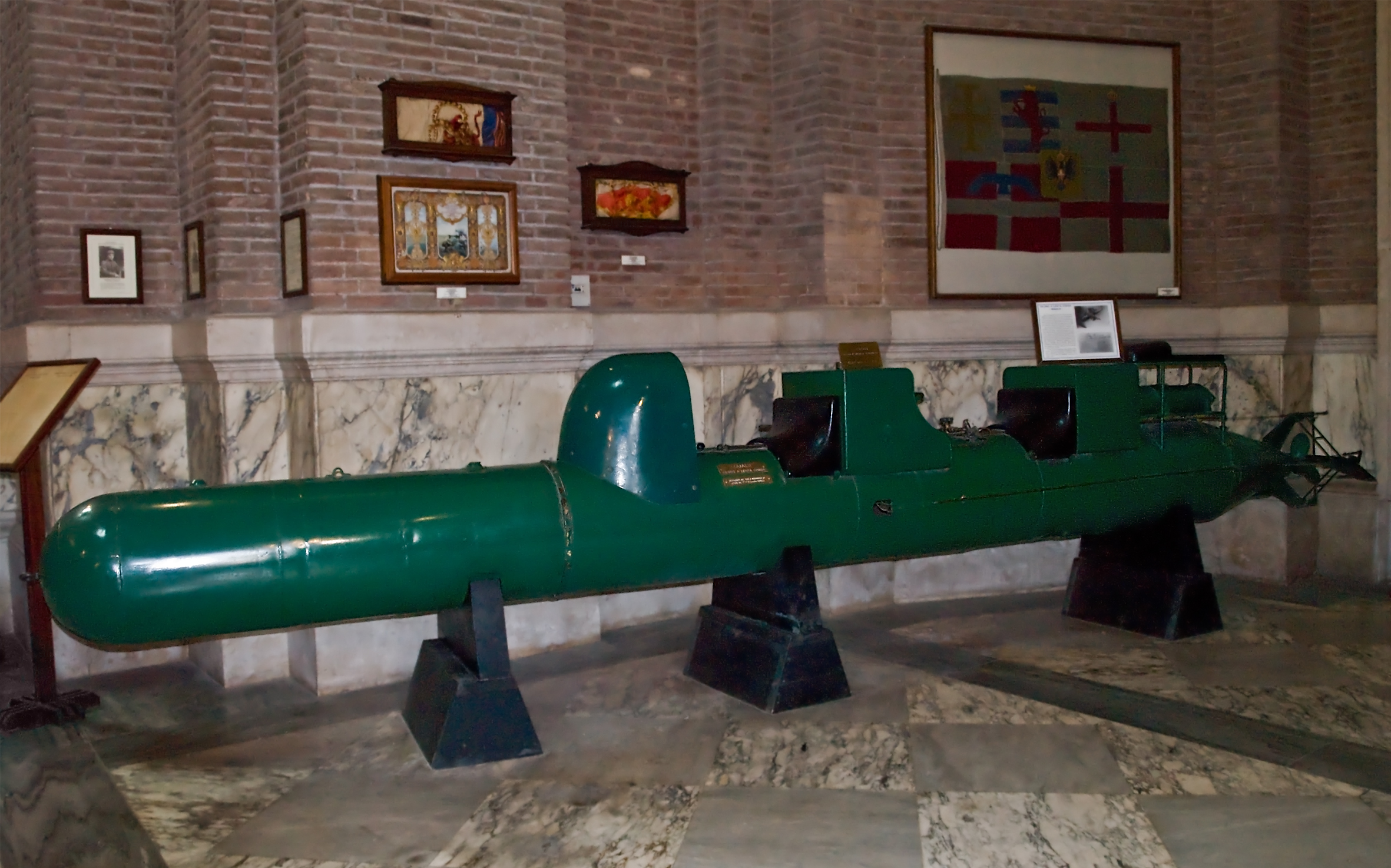
Un SLC, ou Maiale, exposé à Rome.

Les Maiali (cochons en italien) sont des « torpilles humaines », de leur nom officiel SLC, pour siluro a lenta corsa (it), « torpille à vitesse lente ». Chevauchés par un ou deux plongeurs, ces propulseurs de plongée doivent s'approcher des bateaux afin que les plongeurs y fixent la charge explosive vissée en tête de la torpille. Ils ont une autonomie de 28 km à une vitesse de croisière (4 km/h) et peuvent atteindre 8 km/h. Ils sont propulsés par un moteur électrique, ce qui évite toute émission de bulles. Les torpilles sont fixées dans des conteneurs sur le pont de sous-marin et peuvent être larguées à 15 mètres de profondeur, les plongeurs sortant par un sas. Le surnom de « cochon » avait été donné à la suite du caractère un peu rétif de l'engin.
- Les gamma

Les gamma sont des nageurs de combat équipés de chaussures lestées de scaphandriers pieds-lourds ou de palmes. Ils marchent sur le fond ou palment pour atteindre leurs objectifs.
Les pilotes de Maiali et les gamma utilisaient des appareils à circuit fermé (recycleur) de type ARO (AutoRespiratore  Ossigeno, auto-respirateur à oxygène mis au point par la société Pirelli et fonctionnant à l'oxygène pur ou au mélange suroxygéné. Cet appareil recycle la respiration du plongeur, évitant ainsi toute émission de bulles et permettant une grande autonomie. L'air expiré passe au travers d'un filtre à chaux qui piège le gaz carbonique et alimente un sac dans lequel le plongeur inspire. Ce sac est alimenté en oxygène par une petite bouteille d'oxygène pur mais également par l'oxygène non consommé rejeté par le plongeur. Mais l'appareil est dangereux à plus de 6 mètres de profondeur, la pression rendant l'oxygène toxique.
Autre équipement innovant développé pour la Decima MAS : Les montres étanches, indispensables pour gérer les paramètres des plongées, la navigation et… les bombes à retardement. Les plongeurs italiens utilisent un modèle spécialement fabriqué par la firme italienne Panerai, avec un mouvement suisse Rolex, un remontoir étanche et de gros chiffres lumineux au radium, mais sans la lunette tournante que l'on trouvera sur les montres de plongée de l'après guerre. Ces montres ont été recrées par le fabricant comme objets de  luxe, alors que les plongeurs modernes utilisent des ordinateurs de décompression immergeables, infiniment plus adaptés et pratiques.
Ces nageurs pouvaient alors transporter deux types de charges :
- la sangsue : charge de 3 kg d'explosifs dans une enveloppe métallique équipée d'une ventouse de fixation ; leur flottabilité nulle permettait aux nageurs d'en porter 3 ou 4 sur un baudrier dédié ;
- la mallette : charge plus importante, elle était équipée d'un dispositif à hélice tournant lorsque la vitesse du bateau atteignait 5 nœuds. Après un certain nombre de tours d'hélice programmé par le plongeur, le système de déclenchement à horlogerie se mettait en marche. L'explosion se produisait donc en dehors du port, pouvant laisser croire à la rencontre avec une mine sous-marine.

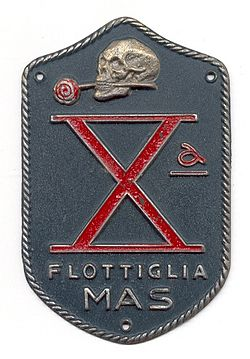
Plaque de manche de la Decima Flottiglia MAS, arborant son symbole d'un crâne avec une rose entre les dents, référence au commandant Todaro qui estimait que la mort au combat est une belle chose parfumée comme une rose.
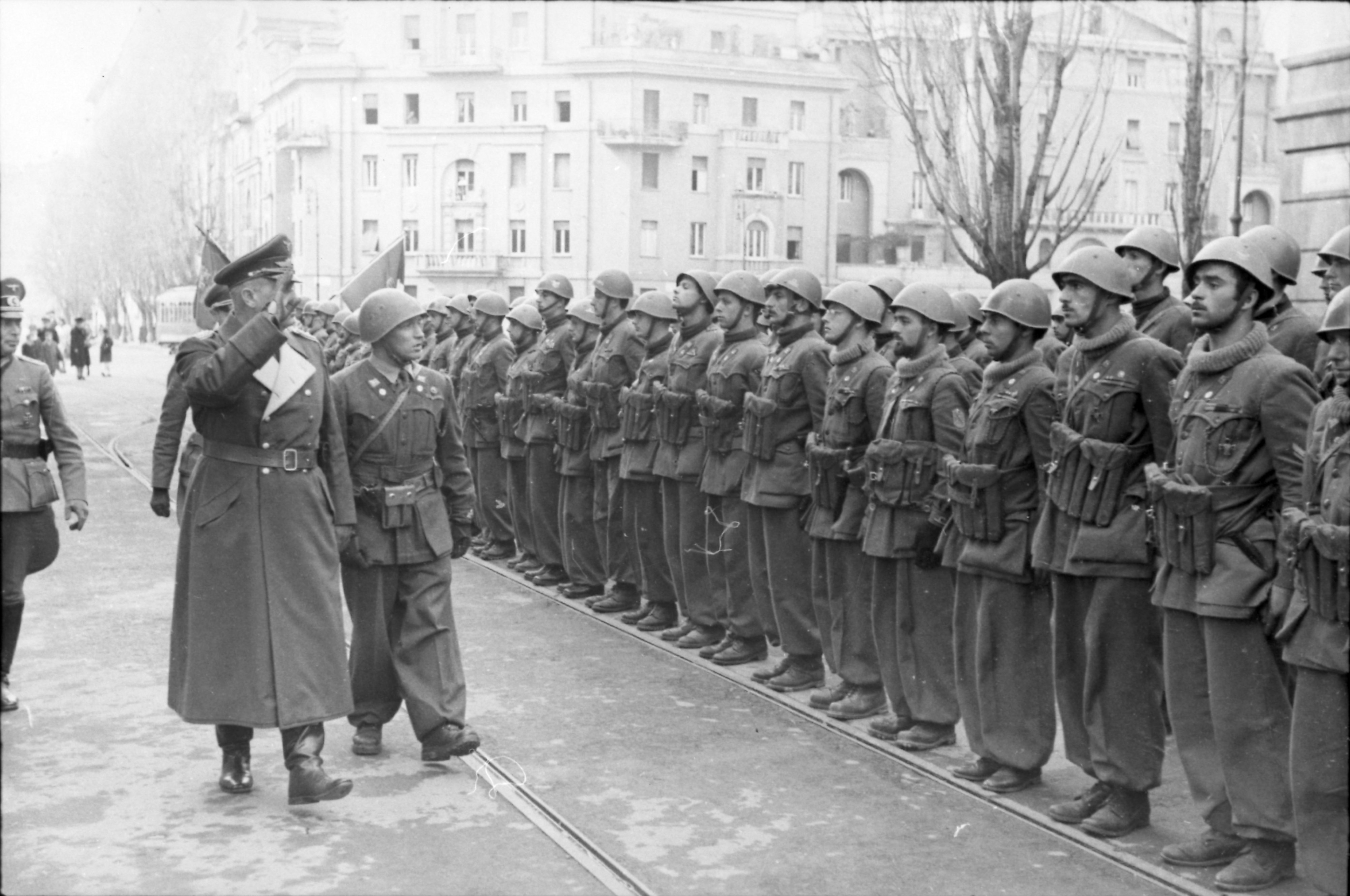
Le bataillon d'infanterie de marine Barbarigo de la Decima MAS est passé en revue par un général de la Luftwaffe en mars 1944 avant son départ pour le front d'Anzio-Nettuno.
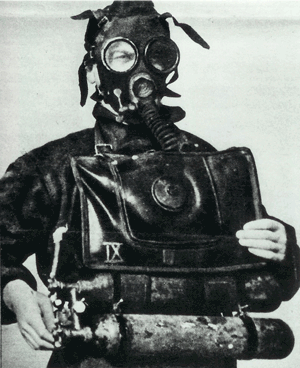
Équipement de scaphandre autonome des plongeurs Gamma.
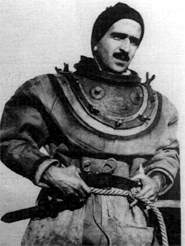
Teseo Tesei en tenue de scaphandrier.
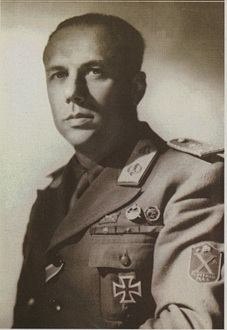
Le commandant de la Decima MAS, capitaine de frégate Junio Valerio Borghese. Il est décoré, entre autres, de la médaille d'or pour la valeur militaire (la plus haute décoration militaire italienne) et de la croix de fer allemande de 1re classe.

## Sources
- Subaqua no 208 septembre-octobre 2006